# Ludmila Peterková
Ludmila Peterková (* 16. září 1967, Karlovy Vary, Československo) je česká klarinetistka, pedagog Pražské konzervatoře, Teplické konzervatoře.
Studovala na Pražské konzervatoři a pokračovala na Hudební fakultě AMU v Praze. Ve švýcarském Luganu navštěvovala hodiny u Karla Leistera a absolvovala také roční stáž na Conservatoire National Supérieur v Paříži. Účastnila se Mezinárodní akademie komorní hudby pod uměleckým vedením Maurice Bourgua a od svých 27 let je profesorkou Pražské konzervatoře. Byla mezi zakládajícími členy Pražské komorní filharmonie, kde působila v letech 1994 až 1998 jako sóloklarinetistka.
V roce 1984 se stala laureátkou soutěže Concertino Praga a v roce 1991 Mezinárodní interpretační soutěže Pražského jara. Vystupuje s řadou českých i zahraničních orchestrů, od roku 2000 má exkluzivní smlouvu s firmou Supraphon.